# 小山良太 (音楽ディレクター・音楽プロデューサー)
小山 良太（こやま りょうた、1981年6月17日 - ）は日本の音楽ディレクター、音楽プロデューサー、作詞、作曲家、原盤制作責任者。東京都出身。元ビクターエンタテインメント株式会社ディレクター。marbelという別名義でも活動。

## 概要
2001年4月ビクターエンタテインメント入社、バイトからの雇用でCD-Rを焼く毎日が続いた。J-POP、アイドル、ロック、ヒップホップ・ミュージック、レゲエ、韓流等々ジャンルを問わず様々なアーティストの担当を経て2008年12月、同社を退社。退社理由は自身のプロデュースで2年温めていたオマスガがエイベックス・エンタテインメントからの メジャー・デビューが決まり、ビクターエンタテインメントのディレクターでは原盤制作に携われなかった為。以降フリーランスで活動。テレビ東京系列「最上の命医」OP楽曲、日本テレビ系列「ぐるぐるナインティナイン」ED曲などを手掛けている。2014年1月17日公開 CNBLUEドキュメンタリー映画「NEVER STOP」に出演。

## 関係アーティスト・作品
- CNBLUE
- FTISLAND
- SMAP
- FLEA MARKET
- 大石昌良
- 関口愛美
- LAST ALLIANCE
- 99radioservice
- HI LOCKATION MARKETS
- 磯貝サイモン
- オオタスセリ
- Re:mic
- オマスガ
- アンダーグラフ
- Smile
- でにろう
- Hamar
- KEISUKE
- せぃね
- Kz
- 歌いきのこShimeji
- sprots
- ammoflight
- Ryuji
- ロベルト杉浦
- 朋夜
- Young Blood
- 阿久悠 追悼コンピレーション３部作
- SONY nav-u　特別サイト内音楽
- ニコニコ動画の生うたオーディションに応募してきた無名の歌い手に有名アーティストがわざわざ詞曲を書き下ろしてコラボしたCD Vol.1[1]

## 執筆
- ゲッカヨ（2012年5月号）「音楽業界ってどんなとこ？」
- サウンド・デザイナー（2013年10月号）「作・編曲家の仕事術」

## marble名義作品

### アルバム
1. 作ってあげたい彼ゴハン ＊ヴィレッジヴァンガード限定アルバム （2012年10月24日）
  1. 愛をこめて花束を
  2. みんな空の下
  3. 3月9日
  4. 小さな恋のうた
  5. 告白
  6. Dear ・・・
  7. 帰りたくなったよ
  8. サヨナラCOLOR